# 1997年ガリシア自治州議会選挙
1997年ガリシア自治州議会選挙は1997年10月19日にガリシア自治州で実施された第5回ガリシア自治州議会議員を選出、ならびに州首相および州政府を選択する選挙である。この選挙の結果、ガリシア国民党が過半数を制し、勝利。同党代表で首相候補者のマヌエル・フラガが州首相に就任した。

## 選挙結果
| ← 1997年ガリシア自治州議会選挙 → |                                                                         |                            |         |       |      |     |
| 州首相・州政府 | 政党                                                                    | 候補者                     | 得票    | ％    | 議席 | +/- |
| - 首相: マヌエル・フラガ - 政府: PPdeG - 有権者数: 2,565,131 - 投票数: 1,603,731 (62.5%) - 棄権: 961,400 (37.5%) - 有効投票数: 1,595,667 - 候補者投票数: 1,574,730 (98.7%) - 定数: 75 | ガリシア国民党（PPdeG）                                                 | マヌエル・フラガ           | 832,751 | 52.88 | 42   | -1  |
| - 首相: マヌエル・フラガ - 政府: PPdeG - 有権者数: 2,565,131 - 投票数: 1,603,731 (62.5%) - 棄権: 961,400 (37.5%) - 有効投票数: 1,595,667 - 候補者投票数: 1,574,730 (98.7%) - 定数: 75 | ガリシア民族主義ブロック（BNG）                                         | ショセ・マヌエル・ベイラス | 395,435 | 25.11 | 18   | +5  |
| - 首相: マヌエル・フラガ - 政府: PPdeG - 有権者数: 2,565,131 - 投票数: 1,603,731 (62.5%) - 棄権: 961,400 (37.5%) - 有効投票数: 1,595,667 - 候補者投票数: 1,574,730 (98.7%) - 定数: 75 | ガリシア社会主義者党/ガリシア左翼党（es）/緑の党（es）（PSdeG/EdeG/OV） | アベル・カバジェーロ       | 310,508 | 19.72 | 15a  | -4  |
| - 首相: マヌエル・フラガ - 政府: PPdeG - 有権者数: 2,565,131 - 投票数: 1,603,731 (62.5%) - 棄権: 961,400 (37.5%) - 有効投票数: 1,595,667 - 候補者投票数: 1,574,730 (98.7%) - 定数: 75 | ガリシア統一左翼（IU）                                                  |                            | 13,964  | 0.89  | 0    |     |
| - 首相: マヌエル・フラガ - 政府: PPdeG - 有権者数: 2,565,131 - 投票数: 1,603,731 (62.5%) - 棄権: 961,400 (37.5%) - 有効投票数: 1,595,667 - 候補者投票数: 1,574,730 (98.7%) - 定数: 75 | ガリシア民主主義（DG）                                                  | エンリーケ・マルファニ     | 11,538  | 0.73  | 0    |     |
| - 首相: マヌエル・フラガ - 政府: PPdeG - 有権者数: 2,565,131 - 投票数: 1,603,731 (62.5%) - 棄権: 961,400 (37.5%) - 有効投票数: 1,595,667 - 候補者投票数: 1,574,730 (98.7%) - 定数: 75 | ガリサ人民戦線（FPG）                                                   |                            | 3,395   | 0.22  | 0    |     |
| - 首相: マヌエル・フラガ - 政府: PPdeG - 有権者数: 2,565,131 - 投票数: 1,603,731 (62.5%) - 棄権: 961,400 (37.5%) - 有効投票数: 1,595,667 - 候補者投票数: 1,574,730 (98.7%) - 定数: 75 | ヒューマニズム党（PH）（es）                                            |                            | 2,543   | 0.16  | 0    |     |
| - 首相: マヌエル・フラガ - 政府: PPdeG - 有権者数: 2,565,131 - 投票数: 1,603,731 (62.5%) - 棄権: 961,400 (37.5%) - 有効投票数: 1,595,667 - 候補者投票数: 1,574,730 (98.7%) - 定数: 75 | Partido de los Autónomos y Profesionales (AUTONOMO)                     |                            | 2,136   | 0.14  | 0    |     |
| - 首相: マヌエル・フラガ - 政府: PPdeG - 有権者数: 2,565,131 - 投票数: 1,603,731 (62.5%) - 棄権: 961,400 (37.5%) - 有効投票数: 1,595,667 - 候補者投票数: 1,574,730 (98.7%) - 定数: 75 | Partido Social y Democrático de Derecho（SDD）                          |                            | 1,129   | 0.07  | 0    |     |
| - 首相: マヌエル・フラガ - 政府: PPdeG - 有権者数: 2,565,131 - 投票数: 1,603,731 (62.5%) - 棄権: 961,400 (37.5%) - 有効投票数: 1,595,667 - 候補者投票数: 1,574,730 (98.7%) - 定数: 75 | A Movida（MOVIDA）                                                      |                            | 939     | 0.06  | 0    |     |
| - 首相: マヌエル・フラガ - 政府: PPdeG - 有権者数: 2,565,131 - 投票数: 1,603,731 (62.5%) - 棄権: 961,400 (37.5%) - 有効投票数: 1,595,667 - 候補者投票数: 1,574,730 (98.7%) - 定数: 75 | ガリシア・ファランヘ党（FG JONS）                                       |                            | 392     | 0.02  | 0    |     |
| - 首相: マヌエル・フラガ - 政府: PPdeG - 有権者数: 2,565,131 - 投票数: 1,603,731 (62.5%) - 棄権: 961,400 (37.5%) - 有効投票数: 1,595,667 - 候補者投票数: 1,574,730 (98.7%) - 定数: 75 | 白票                                                                    |                            | 20,937  | 1.3   | N/A  | N/A |
| - 首相: マヌエル・フラガ - 政府: PPdeG - 有権者数: 2,565,131 - 投票数: 1,603,731 (62.5%) - 棄権: 961,400 (37.5%) - 有効投票数: 1,595,667 - 候補者投票数: 1,574,730 (98.7%) - 定数: 75 | 無効票                                                                  |                            |         |       | N/A  | N/A |

注a：議席配分はガリシア社会党（PSdeG）が13議席、ガリシア左翼党（EdeG）が2議席である。
出典：Argos（Subdirección de Análisis y Políticas Públicas de la Presidencia de la Generalitat）（2012年6月8日閲覧）。